# Fiamignano
Fiamignano é uma comuna italiana da região do Lácio, província de Rieti, com cerca de 1.543 habitantes. Estende-se por uma área de 100 km², tendo uma densidade populacional de 15 hab/km². Faz fronteira com Antrodoco, Borgo Velino, Pescorocchiano, Petrella Salto, Scoppito (AQ), Tornimparte (AQ).

## Demografia
| Variação demográfica do município entre 1861 e 2011                               |
|                                                                                   |
| Fonte: Istituto Nazionale di Statistica (ISTAT) - Elaboração gráfica da Wikipedia |